# Dood van Adama Traoré
De zaak Adama Traoré is een Franse rechtszaak die zijn oorsprong vindt in de dood van een 24-jarige man, Adama Traoré, op 19 juli 2016 bij de gendarmerie van Persan (Val-d'Oise), nadat hij was gearresteerd in Beaumont-sur-Oise. Zijn dood kreeg de aandacht van de media toen verschillende klachten werden ingediend over mogelijke doodslag, vermeende obstructie van het onderzoek en het niet bijstaan van een persoon in gevaar.
In de dagen na de bekendmaking van het overlijden vonden op initiatief van de familie demonstraties plaats in Beaumont-sur-Oise en Parijs, waarbij werd gevraagd om een volledige uitleg van de omstandigheden van de arrestatie. Zijn zus, Assa Traoré, heeft bijgedragen aan de oprichting van het Waarheids- en Gerechtigheidscomité voor Adama, tegen het politiegeweld.
De dood van Adama Traoré lokte talrijke politieke reacties uit en de gerechtelijke ontwikkelingen in de zaak waren het onderwerp van uitgebreide media-aandacht, met name het heropenen van een debat over het gebruik van de buikligging bij politie-arrestaties. Op initiatief van het Franse gerecht en de familie zijn verschillende deskundigenverslagen opgesteld in een poging om de doodsoorzaken vast te stellen, wat heeft geleid tot verschillende conclusies over de verantwoordelijkheid van de gendarmes en de hart- en vaatziekten waaraan Adama Traoré leed. Het gerechtelijk onderzoek werd eind 2018 voor het eerst afgesloten, zonder de gendarmes verantwoordelijk te stellen, en werd vervolgens in 2019 heropend.